# Trần Quang Trân
Trần Quang Trân (* 1900 in Vietnam, Französisch-Indochina; † 1969) war ein vietnamesischer Maler, Lackkünstler, Zeichner und Illustrator.

## Leben
Trần Quang Trân war zur Zeit Französisch-Indochinas einer der ersten Künstler, die an der 1925 im Distrikt von Hai Ba Trung von Hanoi gegründeten École supérieure des beaux-arts de l'Indochine (EBAI; seit 1945 Universität der Schönen Künste Vietnam) studierten. Er studierte dort von 1927 bis 1932. Auf der Pariser Kolonialausstellung 1931 wurde er im Programm der Vorstellung der damaligen drei Kunstakademien Indochinas gezeigt.
Er war einer der Vorreiter der vietnamesischen zeitgenössischen Maltradition sowie einer der ersten, der sich für die Lacktechnik interessierte und diese beachtlich weiterentwickelte. Hierzu unternahm er in den 1930er Jahren auch Forschungsreisen nach Japan. Er führte eine Technik ein, bei der Goldstaub zwischen Schichten aus rotem Lack oder auch allgemein Farbpuder zwischen Lackschichten eingebracht wurde. Von dieser Technik ließen sich auch die Maler Phạm Hậu, Trần Văn Cẩn, Nguyễn Khang und Nguyễn Gia Trí in ihrer Arbeit inspirieren.
In der 87 phố Charron, der heutigen phố Mai Hắc Đế unterhielt er ein Lackieratelier, zudem in der phố Tố Tịch eine Werkstatt, in der er Möbel fertigte und restaurierte. Er illustrierte für die Zeitungen Bắc Kỳ Thể thao, Đông Tây, Tiểu thuyết Thứ Bảy, Cậu ấm und Vịt đực, unterrichtete in den frühen 1940er Jahren Malerei an den Privatschulen von Thăng Long und Gia Long sowie ab 1949 an der Kunsthochschule. Von 1958 bis 1962 arbeitete er für das Filmstudio Vietnam im Bereich Animationsfilme und lehrte an der Filmschule Vietnams.
Trotz seiner Bedeutung hat er nur wenige Werke hinterlassen, darunter Ölgemälde, Aquarelle, lavierte Zeichnungen und Kohlezeichnungen. Von seinen Lackarbeiten, die ihn berühmt machten, existieren vermutlich aber keine mehr. Sein bekanntes Lackgemälde „La mare aux eaux scintillantes“ (Der Teich mit funkelndem Wasser) war vermutlich das erste in Indochina realisierte Lackgemälde, das den späteren vietnamesischen Lackmeister Nguyen Gia Tri inspiriert hatte. Das Werk befand sich in der Sammlung der EBAI, ging aber zu Beginn des Indochinakriegs verloren.
In den dreißiger Jahren veränderte Tran Quang Tran seinen Künstlernamen und signierte seine Gemälde mit dem Pseudonym Ngym, dann Nghi Am. Sein malerisches Werk hat eine große Zuneigung für „die Szenen mit leeren Straßen, Tempeln, ehemaligen Gebäuden, Wasserflächen… es mischt eine europäische Technik und einen östlichen Blick.“